# 電子輔助揀貨系統
電子輔助揀貨系統（英語：Computer Aided Picking System，簡稱CAPS）是指利用電子標籤來取代傳統的檢貨單，由电子计算机來顯示揀貨順序，並在儲存架上顯示揀貨資訊，揀貨人員只需依照電腦的指示，執行揀貨作業即可，是一套可減少理貨時間的輔助系統。